# انجمن مستا

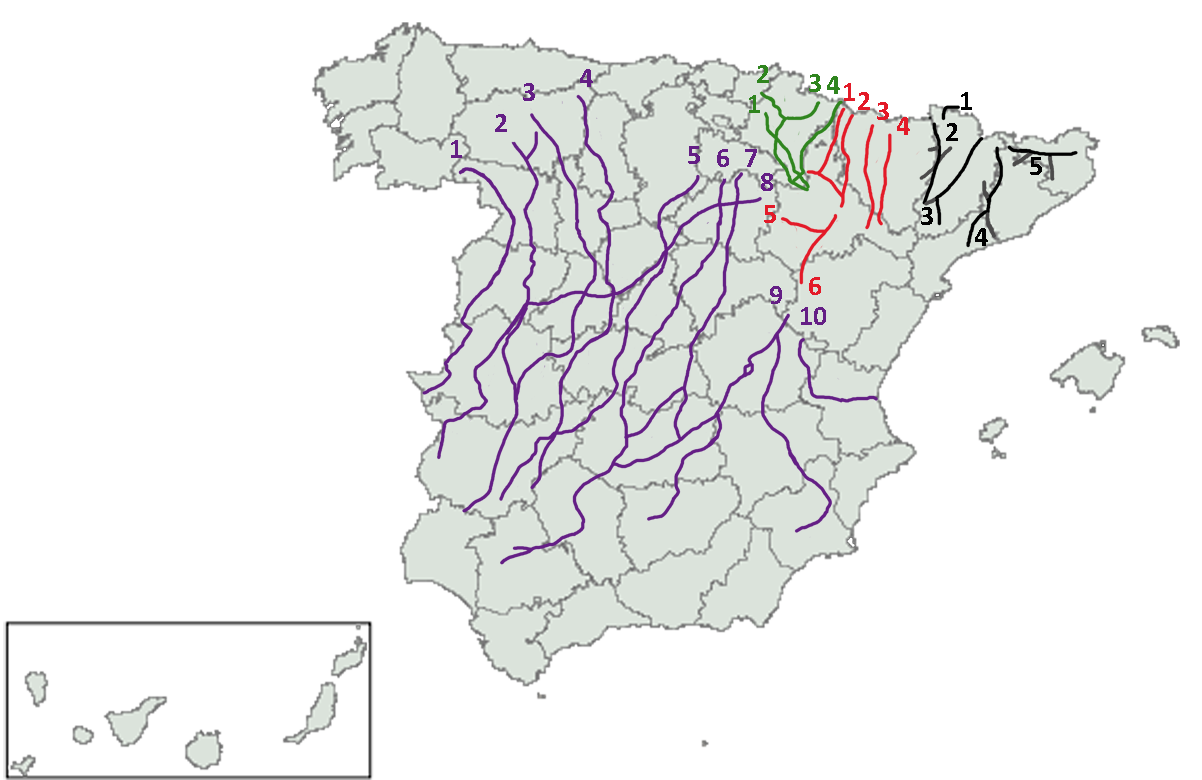
مسیرهای اصلی رانده‌های دام در اسپانیا

مستا (اسپانیایی: Honrado Concejo de la Mesta، ت. «شورای محترم مستا») یک انجمن قدرتمند برای حفاظت از مالکان دام‌ها و حیوانات آنها در تاج کاستیا بود که در قرن سیزدهم تأسیس و در سال ۱۸۳۶ منحل شد. اگرچه بیشتر به خاطر سازماندهی مهاجرت سالانه گوسفندان کوچ‌نشین، به ویژه از نژاد مرینو، شناخته می‌شد، ولی گله‌ها و انواع دام‌ها در کاستیا و صاحبان آنها تحت نظارت مستا بودند، از جمله دام‌های کوچ‌نشین و ثابت.
گوسفندان کوچ‌نشین عموماً در کاستیای قدیم و لئون، جایی که چراگاه‌های تابستانی آنها بود، نگهداری می‌شدند و به چراگاه‌های زمستانی اکسترمادورا و آندالوسیا مهاجرت می‌کردند.